# Attentat de Khan Bani Saad
L'attentat de Khan Bani Saad du 17 juillet 2015 a eu lieu pendant la seconde guerre civile irakienne.

## Déroulement
Le 17 juillet 2015, un attentat-suicide est commis à Khan Bani Saad (en), une localité peuplée majoritairement de chiites et située à 20 kilomètres au nord de Bagdad. L'explosion a lieu dans un marché à la veille de l'Aïd el-Fitr.
Le 18 juillet, le bilan est d'au moins 115 morts et 170 blessés, dont un grand nombre de femmes et d'enfants. 
L'attentat est revendiqué le jour même par l'État islamique qui affirme qu'un kamikaze nommé Abu Ruqayya Al-Ansari a fait exploser sa voiture chargée de trois tonnes d’explosifs « au milieu d’un rassemblement des milices rafida », terme péjoratif pour désigner les chiites.
Les services de Muthanna Al-Tamimi, gouverneur de la Diyala, annoncent après l'attaque, un deuil de trois jours dans toute la province et annulent les festivités de l'Aïd el-Fitr.